# Sälliksaare
Sälliksaare est un village de 24 habitants de la Commune d'Avinurme du Comté de Viru-Est en Estonie. 